# Grigaitis
Grigaitis ist ein litauischer männlicher Familienname, abgeleitet vom Namen Grigas.

## Weibliche Formen
- Grigaitytė (ledig)
- Grigaitienė (verheiratet)

## Personen
- Alfonsas Grigaitis (1929–2004), Politiker,  Bürgermeister von Alytus
- Juozas Grigaitis (1881–1947),  Richter und Generalleutnant